# Publiusz Decjusz Mus (konsul 340 p.n.e.)
Publiusz Decjusz Mus – rzymski konsul z 340 p.n.e., członek plebejskiej rodziny Decjuszy.
Decjusz karierę polityczną rozpoczął w 352 p.n.e., wchodząc w skład pięcioosobowej komisji finansowej (łac. quinqueviri mensarii) powołanej w celu umniejszenia długów obywateli rzymskich. W 343 p.n.e. brał udział w I wojnie samnickiej w randze trybuna wojskowego. Zawdzięcza mu się uratowanie armii konsula Aulusa Korneliusza Kossusa, gdy ten wpadł w zasadzkę Samnitów. W uznaniu zasług otrzymał odznaczenie corona graminea.

## Konsulat

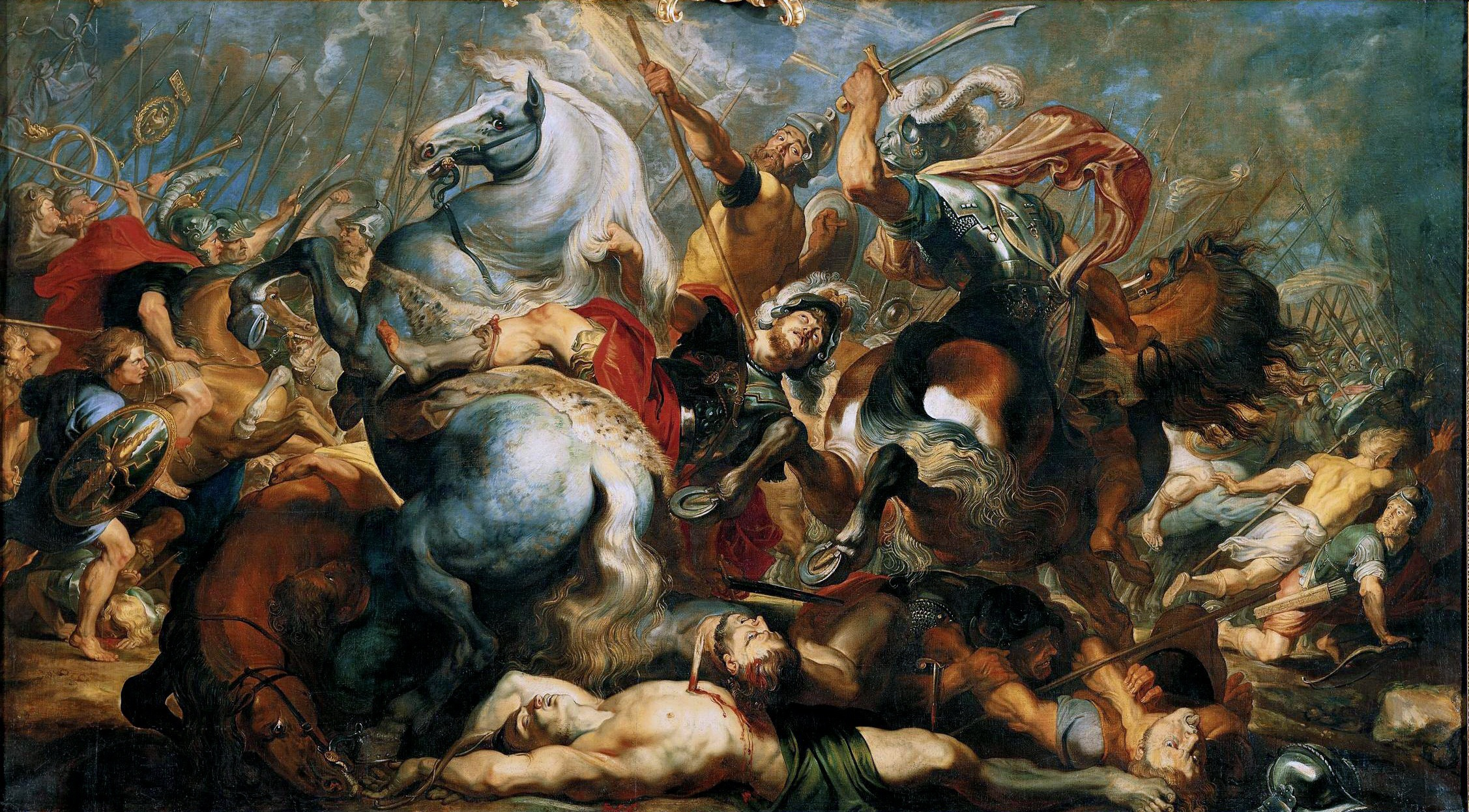
Peter Paul Rubens, Śmierć Decjusza Musa w bitwie (1618)

Decjusz został wybrany konsulem na rok 340 p.n.e. razem z Tytusem Manliuszem Torkwatusem. W tym samym roku wybuchła wojna latyńska. Konsulowie zgromadzili dwa legiony i ruszyli w stronę Lacjum. Według Liwiusza podczas marszu obydwu konsulom przyśnił się sen, w którym otrzymali przepowiednię: ten naród, który poświęci życie swojego wodza i jego własne legiony dla cieniów podziemnych i matce Ziemi, ten zwycięży w następnej bitwie. Sen ten konsulowie opowiedzieli później swoim żołnierzom, by ci byli przygotowani na śmierć jednego z konsulów. Gdy doszło do bitwy pod Wezuwiuszem z Latynami, Decjusz ofiarował swoje życie bogom, włączając się do bitwy i atakując szeregi latyńskie. Zginął, lecz jego poświęcenie miało przynieść sukces Rzymianom, którzy zwyciężyli w bitwie.